# Микровалто
Микровалто је насељено место у општини Сервија у периферији Западна Македонија, Грчка. Према попису из 2021. године било је 337 становника.
Насеље је 1913. године имао 406 житеља Грка.